# Lules (departamento)
Lules é um departamento da Argentina, localizado na província de Tucumã.